# Грантсвілл (Юта)
Грантсвілл (англ. Grantsville) — місто (англ. city) в США, в окрузі Туела штату Юта. Населення — 12 617 осіб (2020).

## Географія
Грантсвілл розташований за координатами 40°35′49″ пн. ш. 112°28′6″ зх. д. / 40.59694° пн. ш. 112.46833° зх. д. (40.597012, -112.468368).  За даними Бюро перепису населення США в 2010 році місто мало площу 50,17 км², з яких 50,09 км² — суходіл та 0,09 км² — водойми. В 2017 році площа становила 97,27 км², з яких 96,97 км² — суходіл та 0,30 км² — водойми.

## Демографія
Згідно з переписом 2010 року, у місті мешкали 8893 особи в 2751 домогосподарстві у складі 2218 родин. Густота населення становила 177 осіб/км².  Було 2916 помешкань (58/км²).
Расовий склад населення:
| - 95,1 % — білих - 0,7 % — корінних американців - 0,2 % — вихідців з тихоокеанських островів - 0,1 % — чорних або афроамериканців - 0,1 % — азіатів - 1,8 % — осіб інших рас |

До двох чи більше рас належало 2,0 %. Частка іспаномовних становила 5,1 % від усіх жителів.
За віковим діапазоном населення розподілялося таким чином: 35,6 % — особи молодші 18 років, 55,9 % — особи у віці 18—64 років, 8,5 % — особи у віці 65 років та старші. Медіана віку мешканця становила 31,0 року. На 100 осіб жіночої статі у місті припадало 101,2 чоловіків;  на 100 жінок у віці від 18 років та старших — 98,1 чоловіків також старших 18 років.
Середній дохід на одне домашнє господарство  становив 67 268 доларів США (медіана — 58 802), а середній дохід на одну сім'ю — 73 868 доларів (медіана — 67 970). Медіана доходів становила 55 838 доларів для чоловіків та 41 250 доларів для жінок. За межею бідності перебувало 8,7 % осіб, у тому числі 7,7 % дітей у віці до 18 років та 16,9 % осіб у віці 65 років та старших.
Цивільне працевлаштоване населення становило 3925 осіб. Основні галузі зайнятості: освіта, охорона здоров'я та соціальна допомога — 19,6 %, науковці, спеціалісти, менеджери — 13,0 %, виробництво — 12,8 %.